# Роми у Хрватској
Роми су једна од 22 признате националне мањине Републике Хрватске. Живе више од шест векова на тлу Хрватске и углавном су насељени у северним деловима земље. У Хрватској живи осам различитих ромских група, а аутохтони хрватски роми су Ловари.
Према последњем попису становништва у Хрватској живи 9.463 Рома и чине 0,2% становништва Хрватске, од чега највише у Међимурској жупанији. Према незваничним проценама броје око 18.000 до 300.000 (међу њима и 131.000 Синта) или приближно 0,5 до 7% укупног становништва.
Најважнија ромска организација је Унија Рома Хрватске. Многи хрватски Роми су убијени током Другог светског рата или у логорима или од стране окупатора и усташа.

## Демографија

### Кретање броја Рома
| Службени назив Хрватске           | Година | Број Рома |
| --------------------------------- | ------ | --------- |
| -                                 | 1931.  | ~14.000   |
| Народна Република Хрватска        | 1948   | 405       |
| Народна Република Хрватска        | 1953.  | 1.261     |
| Народна Република Хрватска        | 1961.  | 313       |
| Социјалистичка Република Хрватска | 1971.  | 1.257     |
| Социјалистичка Република Хрватска | 1981.  | 3.858     |
| Република Хрватска                | 1991.  | 6.695     |
| Република Хрватска                | 2001.  | 9.463     |
| (Статистички завод Хрватске)      |        |           |

### Попис становништва 2001. године
| Жупанија                          | Роми  | Укупни проценат |
| --------------------------------- | ----- | --------------- |
| Међимурска                        | 2.887 | 2,44%           |
| Град Загреб                       | 1.946 | 0,25%           |
| Осјечко-барањска                  | 977   | 0,30%           |
| Сисачко-мославачка                | 708   | 0,38%           |
| Истарска                          | 600   | 0,29%           |
| Приморско-горанска                | 589   | 0,19%           |
| Бродско-посавска                  | 586   | 0,33%           |
| Вараждинска                       | 448   | 0,24%           |
| Загребачка                        | 231   | 0,07%           |
| Вуковарско-сријемска              | 167   | 0,08%           |
| Бјеловарско-билогорска            | 140   | 0,11%           |
| Копривничко-крижевачка            | 125   | 0,10%           |
| Сплитско-далматинска              | 11    | 0,00%           |
| Личко-сењска                      | 10    | 0,02%           |
| Шибенско-книнска                  | 8     | 0,01%           |
| Пожешко-славонска                 | 7     | 0,00%           |
| Карловачка                        | 7     | 0,00%           |
| Дубровачко-неретванска            | 4     | 0,00%           |
| Вировитичко-подравска             | 4     | 0,00%           |
| Задарска                          | 4     | 0,00%           |
| Крапинско-загорска                | 4     | 0,00%           |
| Укупно                            | 9.463 | 0,21%           |
| (Попис становништва 2001. године) |       |                 |

## Култура
У Загребу се одржавају Дани културе Рома између 8. априла, Светског дана Рома, и 6. маја, Ђурђевдана, који промовишу културно и традиционално наслеђе ромске мањине.
Постоји и велики број ромских удружења, како културних тако и уметничких, а ово су с само неки од њих:
- Ромски национални форум — асоцијација која окупља ромска удружења, вијећа, представнике, спортска и култутно-уметничка друштва и друге иницијативе;
- Ромско културно-уметничко друштво Дарда — окупља Роме и нероме, са циљем да негује културу, традицију и обичаје Рома; организује културне програме;
- Ромско срце — удружење жена Ромкиња које повезује и организује жене Ромкиње;
- Удруга Рома Валповштине — бави се организовањем уметничких, културних и спортских манифестација, и сусрета с другим ромским удружењима.

## Спорт
У Хрватској постоји и неколико ромских спортских клубова, међу којима су:
- Ромски спортски клуб Младост — основан 2005. године у Дарди, први такве врсте у Барањи;
- НК Рома Славонски Брод — основан у септембру 2006. године, такмичи се у трећој жупанијској лиги.